# Billboard Japan Music Awards
Der Billboard Japan Music Award ist ein Musikpreis, der seit 2009 von Billboard Japan – dem japanischen Zweig des US-amerikanischen Musikmagazins Billboard – vergeben wird.
Der Preis zeichnet sowohl heimische als auch internationaler Künstler aus, die im Laufe eines Musikjahres die besten Leistungen in den japanischen Billboard-Charts erreicht haben.

## Vergabemodus
Die Gewinner der Preise in den verschiedenen Kategorien werden anhand unterschiedliche Formeln, die sowohl Chartdaten als auch Publikumsstimmen auswerten, ermittelt. Der Hauptpreis, Künstler des Jahres, wird hingegen rein durch eine Publikumsabstimmung gewählt. Künstler, die Platz eins in den Billboard Japan Hot 100 erreichen konnten, sind für eine Nominierung berechtigt.
Die Nominierungen wurden bis 2013 mittels einer öffentlicher Abstimmung bestimmt. Seit 2016 werden die Gewinner anhand der Platzierung in den Jahresendcharts bestimmt.

## Kategorien
| Chartbasierte Kategorien - Billboard Japan Hot 100 of the Year (seit 2009) - Billboard Japan Hot Albums of the Year (seit 2015) - Billboard Japan Top Single Sales of the Year (seit 2009) - Billboard Japan Hot Animation of the Year (seit 2011) - Billboard Japan Top Albums Sales of the Year (seit 2009) - Billboard Japan Top Jazz Albums of the Year (seit 2009) - Billboard Japan Streaming Songs of the Year (seit 2017) - Billboard Japan Download Songs of the Year (seit 2017) - Billboard Japan Download Albums of the Year (seit 2017) - Billboard Japan (excl. Japan) of the Year (seit 2024) Künstler- und Genrebezogene Kategorien - Billboard Japan Artist of the Year (seit 2009) - Billboard Japan Top Pop Artist (seit 2009) - Billboard Japan Jazz Artist of the Year (seit 2009) - Billboard Japan Classic Artist of the Year (seit 2009) - Billboard Japan Animation Artist of the Year (seit 2011) - Billboard Japan Independent Artist of the Year (seit 2009) - Billboard Japan Top Lyricist of the Year (seit 2019) - Billboard Japan Top Producer of the Year (seit 2019) | nicht mehr vergebene Kategorien - Billboard Japan Digital and Airplay Overseas of the Year (2011–2014) - Billboard Japan Adult Contemporary of the Year (2009–2014) - Billboard Japan Independent of the Year (2009–2014) - Billboard Japan Overseas Soundtrack Albums (2009–2014) - Billboard Japan Radio Songs of the Year (2009–2016) - Billboard Japan Top Classical Albums of the Year (2009–2016) - Billboard Japan Top Jazz Albums of the Year (2009–2016) - Billboard Japan Hot Overseas of the Year (2014–2020) |

## Gewinner

### Künstler des Jahres
| Jahr | Gewinner              | Quelle |
| ---- | --------------------- | ------ |
| 2009 | Exile                 |        |
| 2010 | Exile                 |        |
| 2011 | AKB48                 |        |
| 2012 | AKB48                 |        |
| 2013 | AKB48                 |        |
| 2014 | Kana Nishino          |        |
| 2015 | Kana Nishino          |        |
| 2016 | AKB48                 |        |
| 2017 | Gen Hoshino           | [ 4 ]  |
| 2018 | Kenshi Yonezu         | [ 5 ]  |
| 2019 | Aimyon                | [ 6 ]  |
| 2020 | Official Hige Dandism | [ 7 ]  |
| 2021 | BTS                   | [ 8 ]  |
| 2022 | Ado                   | [ 9 ]  |
| 2023 | Yoasobi               | [ 10 ] |
| 2024 | Mrs. Green Apple      | [ 11 ] |

### Billboard Japan Hot 100 des Jahres/Billboard Japan Hot Album des Jahres
| 2009 | Exile – Exile Ballad Best                   | B’z – Ichibu to Zenbu              |        |
| 2010 | Exile – Aisubeki Mirai e                    | Arashi – Troublemaker              |        |
| 2011 | Mr. Children – Sense                        | AKB48 – Everyday, Katyusha         |        |
| 2012 | Mr. Children – Mr. Children 2005–2010 macro | AKB48 – Manatsu no Sounds Good!    |        |
| 2013 | Arashi – Love                               | AKB48 – Koi Suru Fortune Cookie    |        |
| 2014 | Verschiedene Interpreten – Frozen           | Arashi – Guts                      |        |
| 2015 | Arashi – Japonism                           | Sandaime J Soul Brothers – Ryusei  |        |
| 2016 | Arashi – Are You Happy?                     | AKB48 – Tsubasa wa Iranai          |        |
| 2017 | Namie Amuro – Finally                       | Gen Hoshino – Koi                  | [ 4 ]  |
| 2018 | Namie Amuro – Finally                       | Kenshi Yonezu – Lemon              | [ 5 ]  |
| 2019 | Arashi – 5x20 All the Best!! 1999–2019      | Kenshi Yonezu – Lemon              | [ 6 ]  |
| 2020 | Kenshi Yonezu – Stray Sheep                 | Yoasobi – Yoru ni Kakeru           | [ 7 ]  |
| 2021 | BTS – BTS, the Best                         | Yuuri – Dry Flower                 | [ 8 ]  |
| 2022 | Snow Man – Snow Labo. S2                    | Aimer – Zankyōsanka                | [ 9 ]  |
| 2023 | King & Prince – Mr. 5                       | Yoasobi – Idol                     | [ 10 ] |
| 2024 | Snow Man – RAYS                             | Creepy Nuts – Bling-Bang-Bang-Born | [ 11 ] |

### Bester ausländischer Künstler
| Jahr | Künstler          | ausgezeichnetes Werk | Quelle |
| ---- | ----------------- | -------------------- | ------ |
| 2014 | Pharrell Williams | Happy                |        |
| 2015 | Carly Rae Jepsen  | I Really Like You    |        |
| 2016 | Justin Bieber     | Sorry                |        |
| 2017 | Ed Sheeran        | Shape of You         | [ 4 ]  |
| 2018 | Ed Sheeran        | Shape of You         | [ 5 ]  |
| 2019 | Ed Sheeran        | Shape of You         | [ 6 ]  |
| 2020 | Billie Eilish     | Bad Guy              | [ 7 ]  |